# Дифференциальный интерференционно-контрастный микроскоп
Дифференциальная интерференционно-контрастная микроскопия (интерференционно-контрастная микроскопия или микроскопия Номарского) — световая оптическая микроскопия, используемая для создания контраста в неокрашенных прозрачных образцах. ДИК-микроскоп позволяет определить оптическую плотность исследуемого объекта, используя интерференцию света, и таким образом увидеть недоступные глазу детали. Относительно сложная оптическая система позволяет создать чёрно-белую картину образца на сером фоне. Это изображение подобно тому, которое можно получить с помощью фазово-контрастного микроскопа, но в нём отсутствует дифракционное гало.
В ДИК-микроскопе поляризованный луч из источника света разделяется на два луча, которые проходят через образец разными оптическими путями. Длина этих оптических путей (то есть произведение показателя преломления и геометрической длины пути) различна. Впоследствии эти лучи интерферируют при слиянии. Это позволяет создать объемное рельефное изображение, соответствующее изменению оптической плотности образца, акцентируя линии и границы. Эта картина не является точной топографической картиной.

## Оптический путь
1) Исходно неполяризованный свет попадает в микроскоп и из него выделяется линейно поляризованное излучение, плоскость поляризации которого наклонена на 45° к оси рисунка.
2) Поляризованный свет входит вначале в призму Номарского и разделяется на два пучка, плоскости поляризации которых взаимно ортогональны.

## Призма Номарского
Под призмой Номарского понимают модификацию призмы Волластона. Классическая призма Волластона состоит из двух призм одного размера с сечением в виде прямоугольного треугольника. Одна из них делается из двулучепреломляющего материала (например, из исландского шпата), а вторая из стекла с показателем преломления, близким к среднему значению показателя преломления материала первой призмы. Пучок излучения падает нормально на большую катетную грань стеклянной призмы, проходит сквозь неё и попадает на гипотенузную грань двулучепреломляющей призмы. В отличие от призмы Глана, оба пучка с ортогональными поляризациями проходят через эту призму и выходят из неё под разными углами.
Призма Номарского изготавливается из двух двулучепреломляющих призм (в этом случае чаще используется кварц), в которых оптическая ось первого клина составляет со входной гранью некоторый угол и перпендикулярна ребру клина, а оптическая ось второго клина параллельна ребру клина. При этом катетные ребра треугольного сечения обеих призм, направленные вдоль оси системы, весьма малы (в 7—10 раз меньше двух других ребер), что обеспечивает возможность локализации интерференционных полос вне призмы (см. рисунок), что позволяет легко настроить микроскоп.
3) Два луча сфокусированы с помощью собирающей линзы перед проникновением в образец. Лучи сфокусированы так, что они проходят через две соседние точки образца, расстояние между которыми приблизительно 0.2 μm.
Таким образом образец освещен двумя лучами, один из которых имеет поляризацию 0°, а другой 90°. Путь, проходимый одним лучом, слегка отличается от пути, который проходит второй луч.

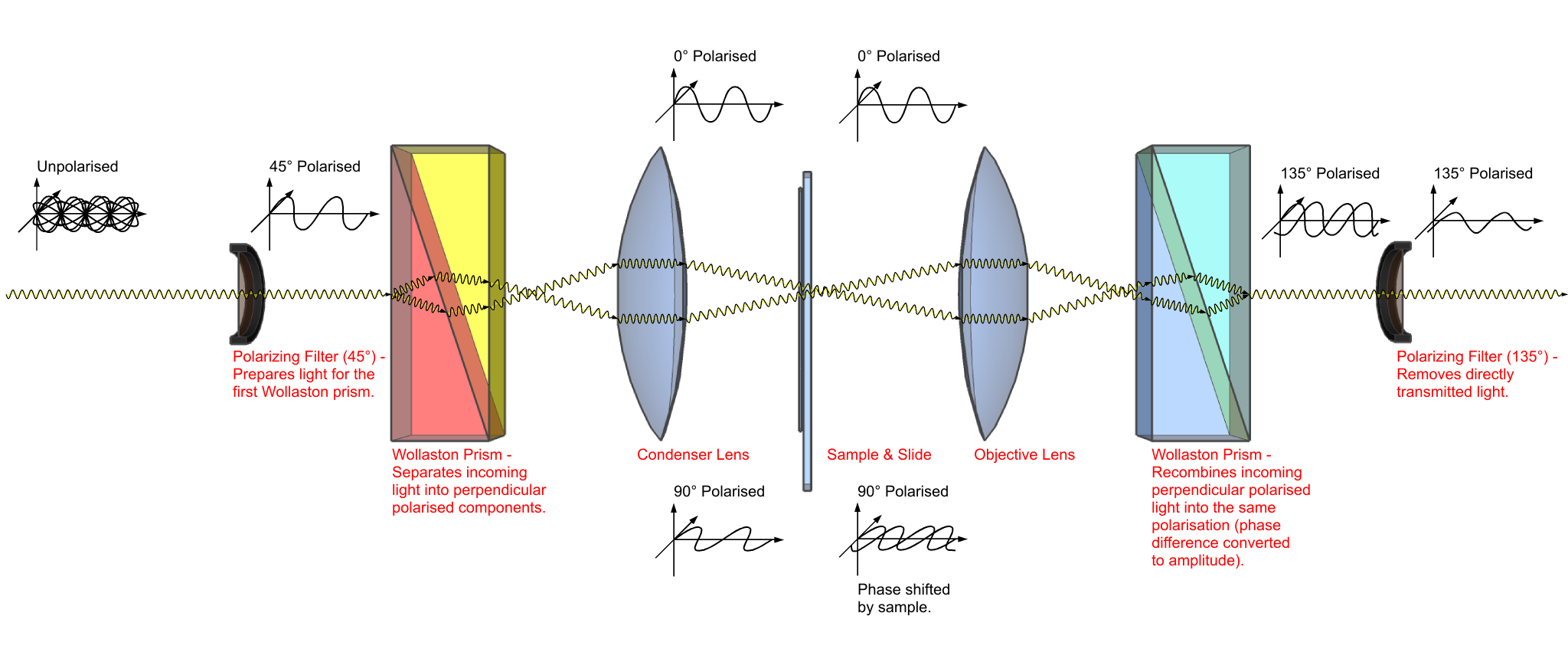
Путь света через ДИК-микроскоп

## Оптический путь ДИК-микроскопа
4) Лучи проходят через две соседних области образца. Таким образом, они проходят разные оптические пути, на которых образец имеет различную толщину и различные показатели преломления. Оптическая плотность, пройденная первым лучом, отлична от плотности, пройденной вторым лучом, это является причиной изменения фазы одного луча относительно другого.
Проникновение пар лучей через пары соседних точек образца формируют изображение. Возникает множество ярких изображений, слегка смещенных друг относительно друга. Кроме видимой человеческому глазу, свет переносит также невидимую глазу информацию о фазе света. Это очень важно впоследствии. Различие в поляризации света сохраняет интерференцию между двумя картинками в выбранной точке.
5) Далее два пучка попадают в объектив, где они встречают на своем пути вторую призму Номарского.
6) Вторая призма соединяет два пучка в один с поляризацией, наклоненной на 135° по отношению к плоскости рисунка. Комбинация двух лучей приводит к интерференции, затемненное или более яркое изображение в точке является результатом разности оптических путей двух лучей.
Призма накладывает два ярких поля одно на другое и выравнивает их поляризацию так, чтобы два луча интерферировали. Из-за различной степени освещения изображения не перекрывают друг друга полностью, то есть вместо того, чтобы интерферировать с лучом, проходящим через ту же точку, первый луч будет интерферировать с лучом, проходящим через соседнюю точку и имеющим другую фазу. Так как различие оптических путей порождает различие фаз, комбинация лучей является «оптическим дифференцированием» и приводит к возникновению видимого изображения.